# ناحیه سوتوبال
ناحیه یا بخش سوتوبال (پرتغالی: Distrito de Setúbal [sɨˈtuβal] ) ناحیه ای در جنوب غربی پرتغال است. این شهر به دلیل پایتخت آن، شهر ستوبال نامگذاری شده است.

## جغرافیا
این ناحیه از شمال با ناحیه لیسبون و ناحیه سانتاری، از شرق با ناحیه اوورا، از جنوب با ناحیه بجا و از غرب به اقیانوس اطلس محدود شده است. دارای جمعیت تقریبی ۸۸۷۹۲۸ تن سکنه، در مساحت ۵٬۰۶۴ کیلومتر مربع می‌باشد. این ناحیه در سال ۱۹۲۶ از ناحیه لیسبون جدا شده و تنها ناحیه در پرتغال است که پس از سال ۱۸۳۵ ایجاد شد

## شهرداری‌ها
این شهر از ۱۳ شهرداری تشکیل شده است که در دو منطقه فرعی پراکنده شده و شامل ۵۵ محله است:
- زیر بخش‌ها شامل:
  - الکوچت
  - آلمادا
  - باریرو
  - مُویتا
  - مونتیجو
  - پالملا
  - سیکسال
  - سسیمبرا
  - ستوبال
- منطقه فرعی آلنتجو لیتورال:
  - آلکاسِر دو سال
  - گراندولا
  - سانتیاگو دو کاکم
  - سینش